# Aleksander Zawadski
Aleksander Zawadski, född 16 december 1899 i Będzin, död 7 augusti 1964 i Warszawa, var en polsk politiker. Han var Polens statschef (ordförande i statsrådet) 1952–64.

## Biografi
Zawadski tog efter grundskolestudier ett jobb som gruvarbetare 1913, och flyttade vid första världskrigets utbrott till Tyskland för arbete. 1918 skrev han in sig i den polska armén, och stred i polsk-sovjetiska kriget tills han demobiliserades 1921. Därefter tog han återigen ett arbete i gruvorna utanför Katowice, och blev 1923 medlem i Polens kommunistiska parti. På grund av sina politiska aktiviteter greps han flera gånger av Józef Piłsudskis regim, och tillbringade större delen av 1920- och 1930-talen i fängelse. 
Vid andra världskrigets utbrott satt han fängslad i Brest, men frigavs då staden ockuperades av Sovjetunionen efter invasionen av Polen. Efter Nazitysklands invasion av Sovjetunionen stred han för Röda armén, och blev sedan befälhavare i general Berlings polska armé. 1944 blev han medlem i politbyrån i Polska arbetarpartiet, som kom att ersätta det tidigare polska kommunistpartiet; då detta parti tillsammans med Polens socialistiska parti bildat Polska förenade arbetarpartiet 1948 behöll han sin plats i politbyrån. 
Han kom efter krigsslutet att inneha en rad högt uppsatta poster i Folkrepubliken Polen, bland annat som vice ordförande i ministerrådet (vice premiärminister) 1949 och 1950–52 och chef för de polska fackföreningarnas centralorganisation (CRZZ) 1949–50. Från 1949 var han ledamot av statsrådet; 1952 blev han dess ordförande, och därmed Polens statschef, efter Bolesław Bierut. Denna post innehade han till sin död 1964.

## Utmärkelser

### Polska utmärkelser
- Riddarkorset av Virtuti Militari
- Storkorset av Polonia Restituta
- Orden Byggare av folkets Polen
- Grunwaldkorset, andra klassen
- Tapperhetskorset (1920)
- Partisankorset (12 juni 1946)
- Arbetets fanas orden, första klassen (1949)

### Övriga utmärkelser
- Republiken Indonesiens Stjärnas orden (1961)
- Kommendör med stora korset av Finlands Vita Ros' orden (1964)